# Capparis trichopoda
Capparis trichopoda là một loài thực vật có hoa trong họ Capparaceae. Loài này được B.S.Sun mô tả khoa học đầu tiên năm 1964.